# Geron ablusus
Geron ablusus är en tvåvingeart som beskrevs av Wray Merrill Bowden 1974. Geron ablusus ingår i släktet Geron och familjen svävflugor.
Artens utbredningsområde är Nigeria. Inga underarter finns listade i Catalogue of Life.